# Бедрих Форманек
Бедрих Форманек (словен. Bedrich Formánek; Табор, 6. јун 1933 — 19. новембар 2023) био је словачки проблемиста.
Године 1990. стекао је звање ФИДЕ мајстор шаховске композиције.
Такође је међународни судија за шаховску композицију од 1966. квалификован за двопотезе , тропотезе, вишепотезе и помоћне матове.
Бедрих Форманек је био дугогодишњи делегат Чехословачке, а касније Словачке у Сталној комисији ФИДЕ за проблемски шах (ПЦЦЦ). У периоду 1994-2002 био је председник Комисије. Након конституисања Светске федерације за проблемски шах (WFCC), постаје њен доживотни почасни председник. Познат је и као дугогодишњи уредник шаховских колумни у словачким новинама Правда, Праца, Смена и другим.